# Bruno Liljefors ateljé
Bruno Liljefors ateljé var ett museum i Österbybruk inrymt i en byggnad som Bruno Liljefors utnyttjade som ateljé mellan 1917 och 1932. Byggnaden ligger i en park som hör till Österbybruks herrgård.